# Friedhof Rosengarten

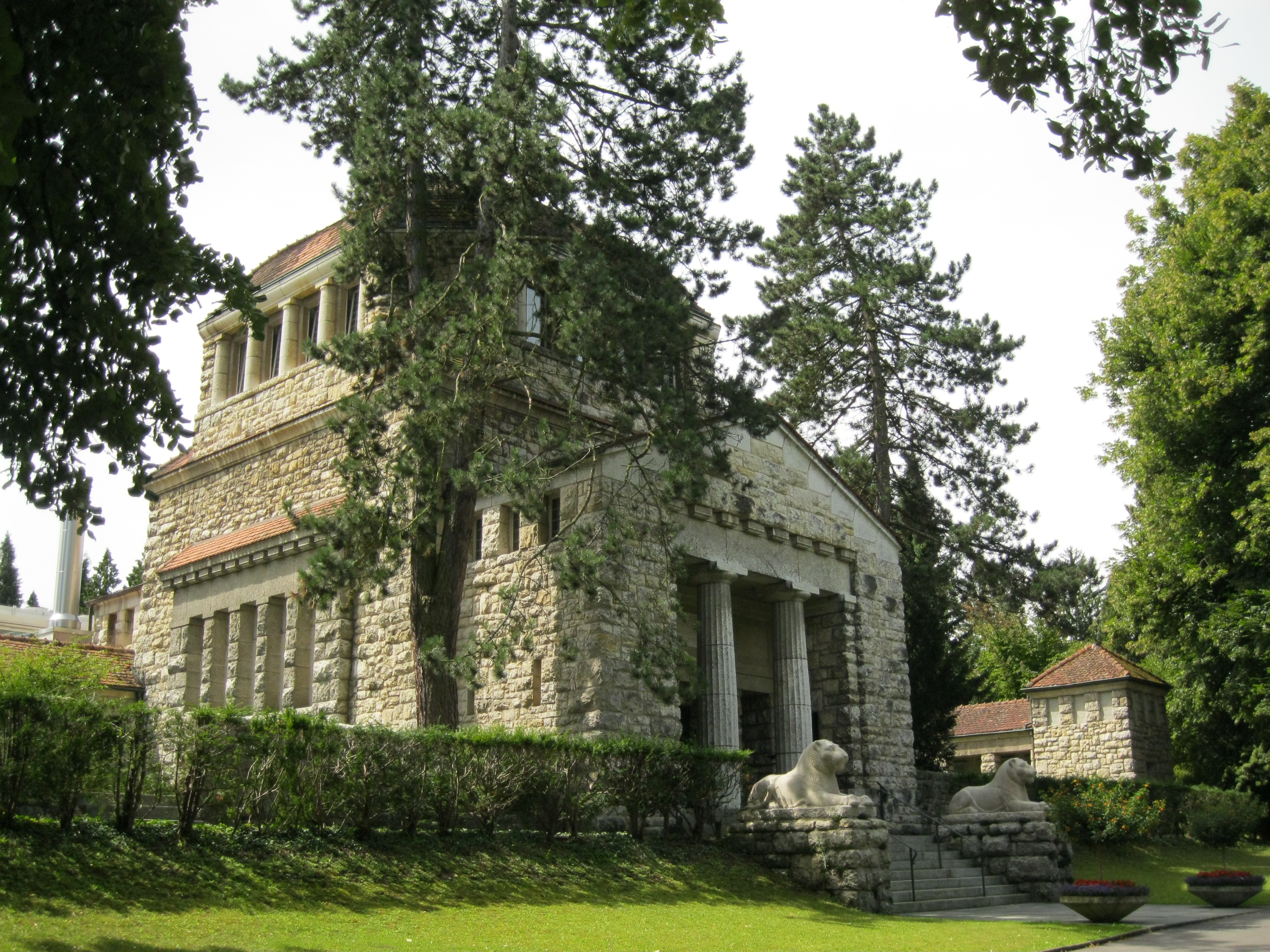
Krematorium

Der Friedhof Rosengarten ist ein Friedhof in Aarau. Er befindet sich im Zelgliquartier südlich der Altstadt. Das inmitten des Friedhofs befindliche Krematorium steht als Kulturgut von nationaler Bedeutung unter Denkmalschutz.

## Geschichte
Ursprünglich befand sich der städtische Friedhof von Aarau neben der Stadtkirche, bis er 1541 vor das Laurenzentor verlegt wurde (heutiger Kasinopark). Aufgrund der weiteren Ausdehnung der Stadt verlegte man ihn an den heutigen Standort am Rosengartenweg. In den Jahren 1870 und 1890 erfolgten Erweiterungen des Friedhofsgeländes. Ab 1905 strebte der Aargauische Feuerbestattungs-Verein danach, ein Krematorium zu errichten. Ein erstes von Jacques Kehrer entworfenes Projekt stiess nicht auf Zustimmung, worauf sich der Verein an Albert Froelich wandte. Sein Projekt lag 1908 vor und wurde in den Jahren 1910 bis 1912 realisiert, Julius Schwyzer steuerte die Bildhauerarbeiten bei, Werner Büchli die Dekorationsmalereien. 1919 kamen zwei flankierende Pavillons hinzu. Die Malereien im Innern wurden in den 1940er Jahren überstrichen, 1983–1985 aber rekonstruiert. 1987 erhielt das Gebäude den Denkmalschutzstatus zugesprochen.
1958 gab es erstmals Diskussionen über eine Erweiterung des zu klein gewordenen Krematoriums. Nachdem die Gemeindeversammlung im Jahr 1964 ein entsprechendes Projekt genehmigt hatte, entstand 1967/68 eine rückwärtig angefügte Abdankungshalle nach Plänen des Architekturbüros Barth und Zaugg. Sie wurde 2007/08 nach denkmalpflegerischen Gesichtspunkten umfassend saniert und ebenfalls unter Schutz gestellt.

## Anlage
Im Zentrum des Krematoriums steht ein Kuppelbau mit unregelmässig gefügtem, bossiertem Mauerwerk aus gelblichem Kalkstein. Das Bauwerk vereint romanische, byzantinische, ägyptische und dorische Formen, wodurch eine betont monumentale Wirkung entfaltet werden soll. Ein Portikus mit darüber liegendem Giebelfeld bildet die Hauptfassade und zugleich den Zugang zur offenen Vorhalle. Über diesem Baukörper erhebt sich eine achtseitige Gewölbekuppel mit Tambour, die ursprünglich als Kamin des Verbrennungsofens diente. Der Zugang zur Vorhalle erfolgt über eine Freitreppe, die von zwei Sphinxen flankiert wird. Dunkelblaue eisenbeschlagene Türflügel führen in die Abdankungshalle. Den Kuppelbau umschliessen auf winkelförmigem Grundriss zwei Seitenflügel. Die dadurch gebildeten Hofräume dienen als Kolumbarien für die Aufnahme der Urnengräber.

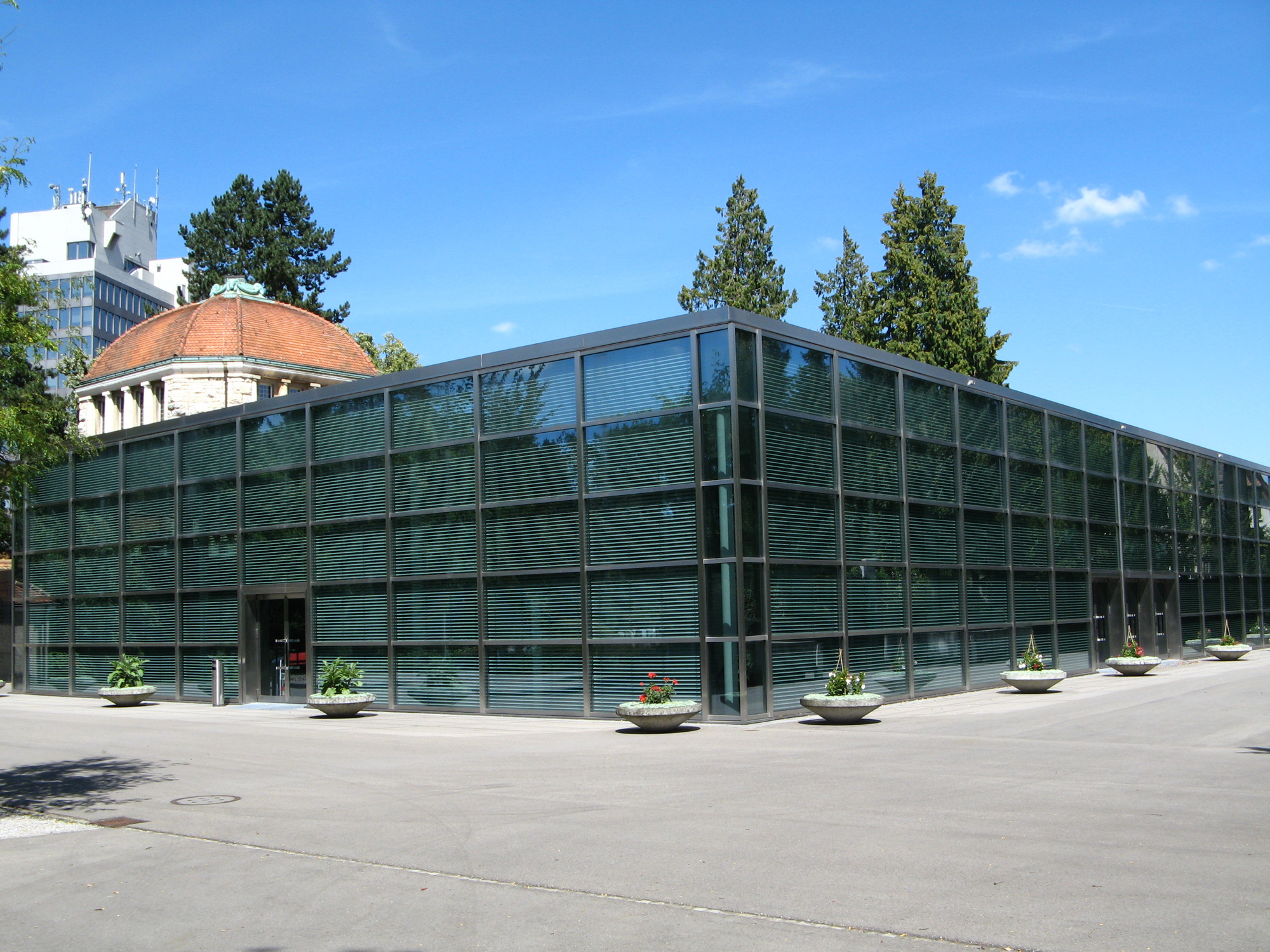
Moderne Abdankungshalle

Die neue pavillonartige Abdankungshalle, die an die Rückseite des Krematoriums anschliesst, ist ein eingeschossiger Stahlskelettbau mit vollverglaster Vorhangfassade, der mit seiner geometrisch klaren Struktur in der architektonischen Tradition von Ludwig Mies van der Rohe steht. Der Grundriss der Halle basiert auf einem quadratischen Raster von 2,4 Metern Seitenlänge. Die Längsseite umfasst 15 solcher Felder, die Schmalseite neun, wodurch ein Rechteck in den Proportionen des goldenen Schnitts entsteht. In einem Abstand von je drei Feldern sind die tragenden Säulen angeordnet. Der Haupteingang ist drei Felder breit, die zwei Nebeneingänge je ein Feld. Das Raster der Glasfassaden wird durch Profile aus Chromnickelstahl in liegende Rechteckfelder im Seitenverhältnis 1:2 unterteilt. Das von USM U. Schärer Söhne in Münsingen gelieferte Mobiliar ist weitgehend erhalten geblieben.
Im Friedhof liegen unter anderem Albrecht Rengger, Johann Rudolf Rengger, Hans Herzog, Peter Emil Isler, Friedrich Frey-Herosé und Heinrich Zschokke begraben. Ein im Jahr 1919 von F. Oboussier geschaffenes Denkmal erinnert an die während des Ersten Weltkriegs in Aarau verstorbenen internierten französischen Soldaten.